# نوکن
نوکَن روستایی از توابع بخش آبدان شهرستان دیر استان بوشهر در جنوب ایران.

## جمعیت
این روستا در دهستان آبدان قرار دارد و بر اساس سرشماری سال ۱۳۸۵ جمعیت آن (۶ خانوار) ۳۰ نفر است.